# Johann Friedrich Kind
Johann Friedrich Kind (4. března 1768 Lipsko – 24. června 1843 Drážďany) byl německý spisovatel.

## Život a kariéra
Kind studoval na Lipské univerzitě filozofii a práva. Od 1789 pracoval jako úředník v Delitzsch. V Delitzsch založil soukromé divadlo, ve kterém také sám hrál. Byl také činný jako redaktor a novinář.
Roku 1792 odešel do Drážďan, kde se prosadil jako právník. Od roku 1814 se věnoval pouze psaní. Podle námětu od Augusta Apela vytvořil libreto pro Weberovu operu Čarostřelec. Napsal hru Das Nachtlager von Granada, která později posloužila k libretu opery Conradina Kreutzera Nocleh v Granadě. Také napsal hru Zloděj dřeva (Der Holzdieb), kterou zhudebnil Heinrich Marschner. Na jeho námět bylo zpracováno též libreto opery Jana Václava Kalivody Blanda aneb Stříbrná bříza (Blanda, oder die silberne Birke).

Kind byl členem spolku Dresdner Liederkreis. Roku 1818 jej vévoda Sachsen-Coburg jmenoval dvorním radou. Umřel v Drážďanech ve věku 75 let, byl zde pak pochován na hřbitově 'Trinitatisfriedhof' ve čtvrti Johannstadt.

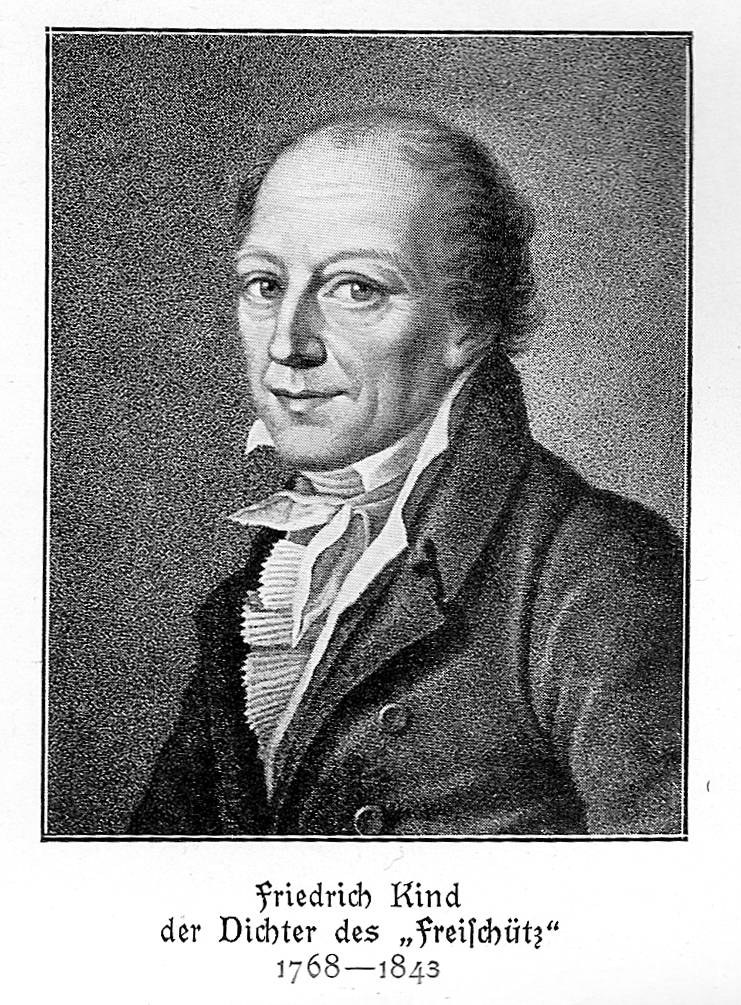
Johann Friedrich Kind

## Dílo
- Karlo (1801)
- Gedichte (1808)
- Van Dyks Landleben (1817)
- Der Weinberg an der Elbe (1817)
- Das Nachtlager von Granada (1818)
- Der Freischütz (1821)